# Halina Daugird
Halina Daugird ist eine deutsche Filmeditorin, die Dokumentar- und Spielfilme schneidet. Sie lebt und arbeitet in Berlin.

## Leben und Werk
Halina Daugird absolvierte den Studiengang Montage an der Hochschule für Film und Fernsehen „Konrad Wolf“ in Potsdam.
Davor studierte sie Theater-, Film- und Fernsehwissenschaften an der Friedrich-Alexander-Universität Nürnberg-Erlangen.
Ihre erste Spielfilmarbeit, die größere Bekanntheit erlangte, war Jagdhunde von Regisseurin Ann-Kristin Reyels, der in der Sektion Forum der Berlinale 2007 Premiere hatte und dort mit dem Preis des internationalen Filmkritikerverbandes FIPRESCI ausgezeichnet wurde.
Die von ihr montierte internationale Co-Produktion The Other Side of Sleep (Regie: Rebecca Daly) premierte 2012 in der Quinzaine des Réalisateurs in Cannes. In den Hauptrollen Antonia Campbell-Hughes und Sam Keeley.
Ihre Zusammenarbeit mit Rebecca Daly setzte sie einige Jahre später mit Mammal (2016) fort. Dieser feierte seine Premiere in der Kategorie World Cinema Dramatic Competition des Sundance Film Festivals. In den Hauptrollen Rachel Griffiths und Barry Keoghan.
Weiterhin erstellte sie die Montage von Filmen wie Ameisen gehen andere Wege der Regisseurin Catharina Deus, der auf den Internationalen Hofer Filmtagen 2011 gezeigt wurde, oder Formentera von Ann-Kristin Reyels, welcher im Forum der Berlinale 2012 gezeigt wurde. Mit Reyels arbeitete sie auch bei dem Film Wir haben nur gespielt zusammen, der 2018 auf dem Filmfest München in der Rubrik „Neues Deutsches Kino“ Premiere hatte.
Sie wirkte an der Montage von LOMO – The Language of Many Others (Regie: Julia Langhoff) und Die Anfängerin (Regie: Alexandra Sell) mit. Für LOMO – The Language of Many Others wurde sie im Jahr 2019 gemeinsam mit Thomas Krause für den Schnitt-Preis in der Kategorie Spielfilm nominiert.
Mit dem Filmemacher Christian von Borries hat sie die beiden Essay-Dokumentarfilme Desert of the Real und AI is the Answer – What was the Question? montiert.
Halina Daugird ist Mitglied im Bundesverband Filmschnitt Editor e.V. (BFS).

## Filmografie (Auswahl)
- 2001: Kurt Weill
- 2007: Jagdhunde
- 2009: Cargo
- 2010: White Box
- 2011: The Other Side of Sleep
- 2011: Ameisen gehen andere Wege
- 2012: Formentera
- 2015: Desert of the Real
- 2016: Mammal
- 2016: Der traumhafte Weg
- 2017: LOMO – The Language of Many Others
- 2017: Die Anfängerin
- 2018: Wir haben nur gespielt
- 2019: AI is the Answer – What Was the Question ?
- 2020: Kids Run (Zusatz-Montage)
- 2023: Die toten Vögel sind oben